# Goo Bon-cheul
Goo Bon-cheul (kor. 구본철; * 11. Oktober 1999) ist ein südkoreanischer Fußballspieler.

## Karriere

### Verein
Goo Bon-cheul erlernte das Fußballspielen in den Jugendmannschaften des Sinam FC und Incheon United, in der Schulmannschaft der Jangan Middle School sowie in der Universitätsmannschaft der Dankook University. Seinen ersten Vertrag unterschrieb er 2020 bei seinem Jugendverein Incheon United. Das Fußballfranchise aus Incheon spielte in der ersten Liga, der K League 1. Direkt nach Vertragsunterschrift wechselte er einen Tag später auf Leihbasis zum Bucheon FC 1995. Das Fußballfranchise aus Bucheon spielte in der zweiten Liga des Landes, der K League 2. Für Bucheon absolvierte er acht Zweitligaspiele. Nach der Ausleihe kehrte er 2021 zu Incheon zurück. Im Januar 2022 wechselte er ablösefrei nach Seongnam zum Erstligisten Seongnam FC.

### Nationalmannschaft
Goo Bon-cheul spielte 2018 achtmal in der südkoreanischen U19-Nationalmannschaft. Mit der Mannschaft nahm er an der U19-Asienmeisterschaft in Indonesien teil. Hier verlor die Mannschaft im Endspiel gegen Saudi-Arabien mit 2:1. 2019 spielte er zweimal in der U20.

## Erfolge
Südkorea U19
- U20-Asienmeisterschaft: 2018 (Finalist)